# De Hoeksteen (Veenendaal)
De Hoeksteen is een kerkgebouw van de Hervormde Gemeente in de Nederlandse plaats Veenendaal (provincie Utrecht).

## Historie

### Hervormde Gemeente
In 1969 is men begonnen met de bouw van de kerk, die in 1970 werd opgeleverd. Op zaterdag 31 oktober (Hervormingsdag) opende Ds. A. Vroegindeweij het gebouw waarbij kinderen het doopvont en het avondmaalstel de kerk binnendroegen. Van 1970 tot 2016 maakte wijk 6 gebruik van het gebouw.
Als gevolg van de teruggang in het aantal kerkbezoekers en de inkomsten besloot men in 2014 te fuseren met wijk 3 rondom de Vredeskerk. In 2015 besloot men om de erediensten voortaan in de Vredeskerk te houden. De laatste dienst van de Hervormde Gemeente in de Hoeksteen was op 31 december 2015.
Eerdere predikanten waren:
- 1970 - 1978 Ds. A Vroegindeweij
- 1979 - 1994 Dr. J. Hoek
- 1995 - 2005 Ds. P.J. Teeuw
- 2006 - 2014 Ds. L. Kruijmer

De kerkelijke gemeente was gelieerd aan de stroming van de Gereformeerde Bond. De diensten stonden in de bevindelijk gereformeerde traditie, waarbij de verkondiging van het Woord centraal stond.

### International Christian Fellowship
Sinds januari 2016 houdt de International Christian Fellowship (ICF) haar diensten in de Hoeksteen.

## Orgel
Het orgel is in 1973 geleverd door de orgelbouwer H.J. Vierdag te Enschede.
| Hoofdwerk |       |
| Prestant  | 8'    |
| Holpijp   | 8'    |
| Octaaf    | 4'    |
| Octaaf    | 8'    |
| Mixtuur   | IIIst |

| Nevenwerk |        |
| Bourdon   | 8'     |
| Fluit     | 4'     |
| Nasard    | 2 2/3' |
| Terts     | 1 3/5' |
| Tremulant |        |

| Pedaal  |     |
| Bourdon | 16' |

| Koppels    |
| Man I - II |
| Ped - I    |
| Ped - II   |